# Avenue De Salaberry
L'avenue De Salaberry est une voie de Québec.

## Situation et accès
D'orientation nord-sud qui marque la séparation des adresses civiques Est et Ouest, l'avenue De Salaberry est située à l'ancienne limite de la ville de Québec.
L'avenue De Salaberry commence au nord du parc du boulevard Langelier à l'intersection de la rue Arago, dans la Basse-Ville, entre les quartiers Saint-Roch et Saint-Sauveur. Sous l'appellation « côte de Salaberry », elle gravit la colline de Québec en effectuant un trajet en forme de S inversé.
En haut de la côte, elle passe entre les quartiers Saint-Jean-Baptiste à l'est et Montcalm à l'ouest. Elle franchit la voie qui porte à l'est le nom de rue Saint-Jean et à l'ouest celui de chemin Sainte-Foy, puis le boulevard René-Lévesque pour se terminer à la Grande Allée après un périple d'environ un kilomètre.

## Historique

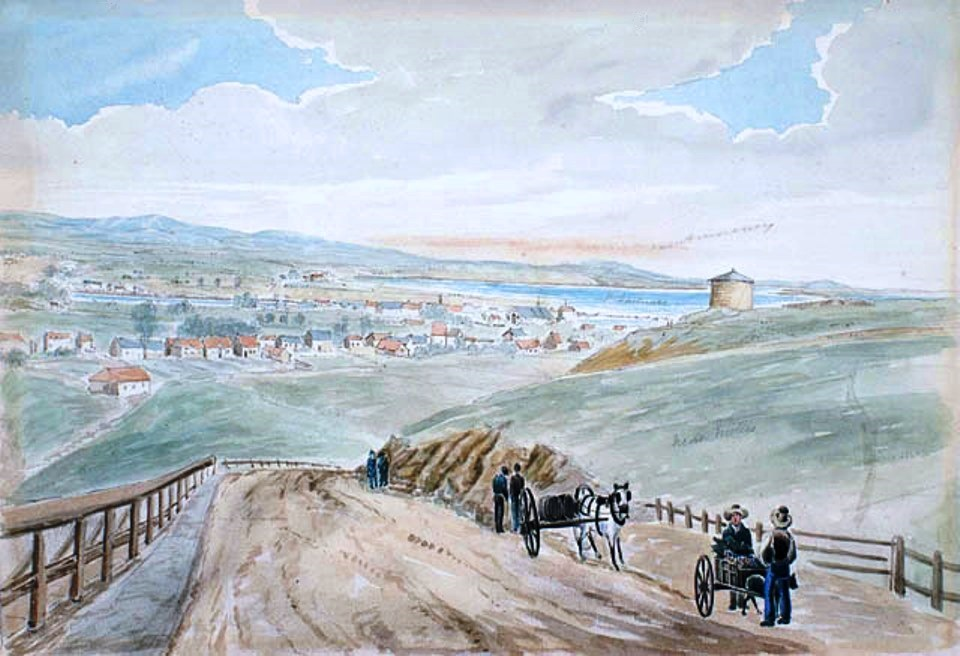
La côte de Salaberry vers 1830.

Selon la Commission de toponymie du Québec, « Ce nom rappelle le souvenir du Beauportois Charles-Michel d'Irumberry de Salaberry (1778-1829). Il s'illustre à la tête du régiment des Voltigeurs, lors de la bataille de la Châteauguay, en 1813. »
Dans les années 1950, la côte de l'avenue De Salaberry sert à tenir une compétition de slalom à l'occasion du Carnaval de Québec.
En 2019, la ville de Québec songe à fermer la côte de Salaberry lors des tempêtes de neige, en raison d'accidents de la route répétés.

## Bâtiments remarquables et lieux de mémoire
- 790 : Parc et centre communautaire Lucien-Borne
- 870 : Centre culture et environnement Frédéric Back
- 939 : Théâtre Périscope
- 1145 : Église Saint-Patrick de Québec

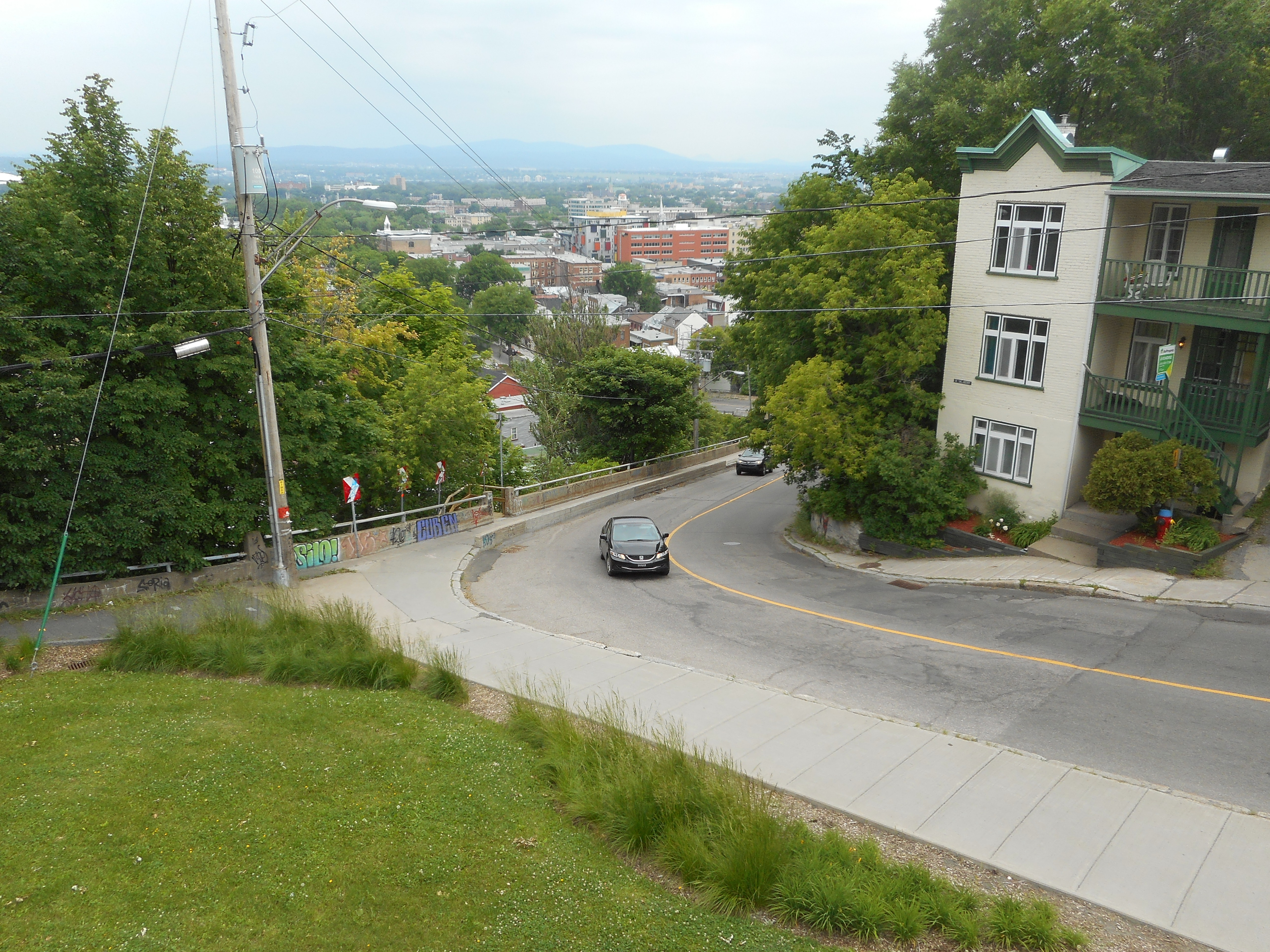
Côte De Salaberry
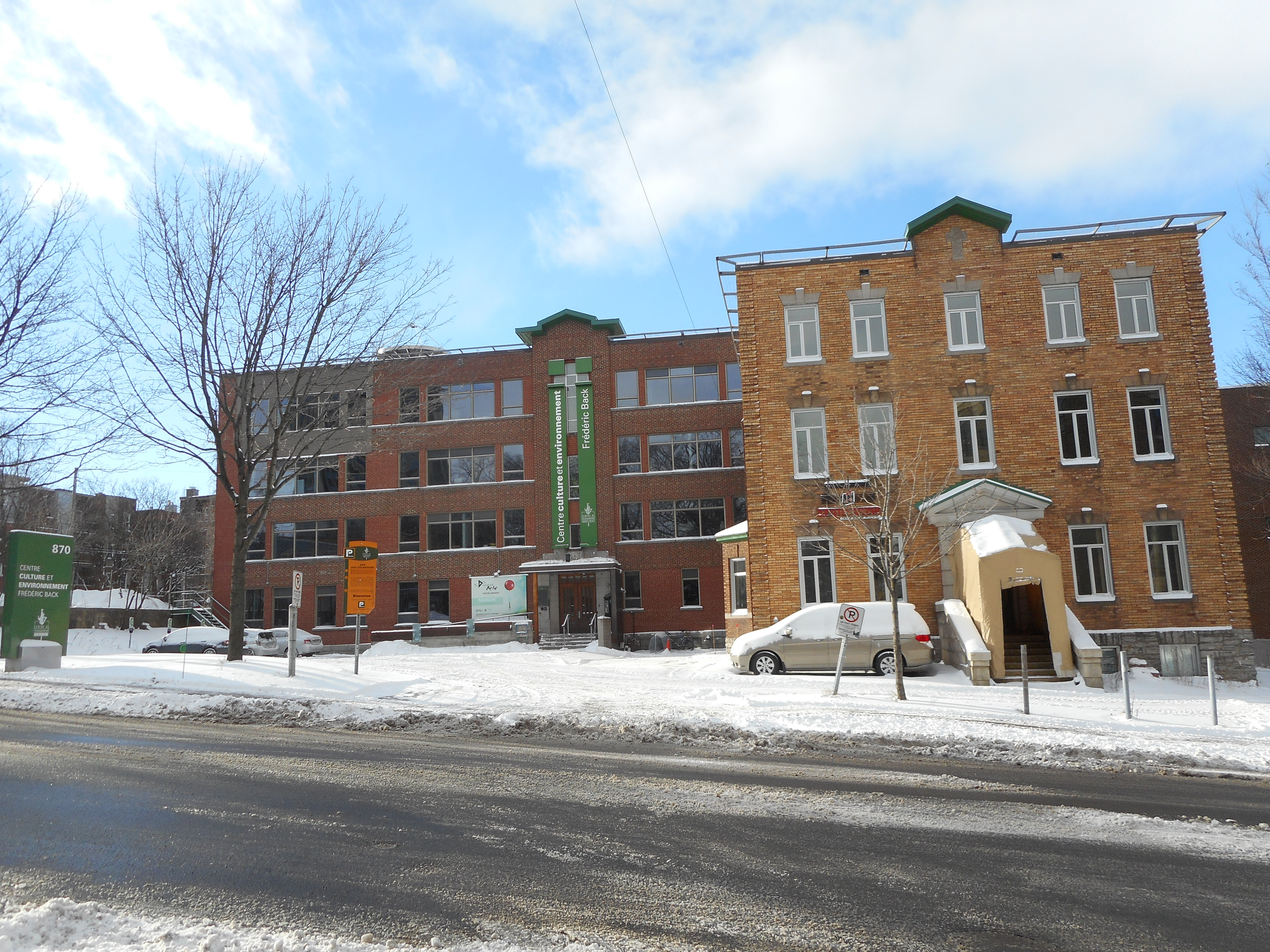
Centre Frédéric Back
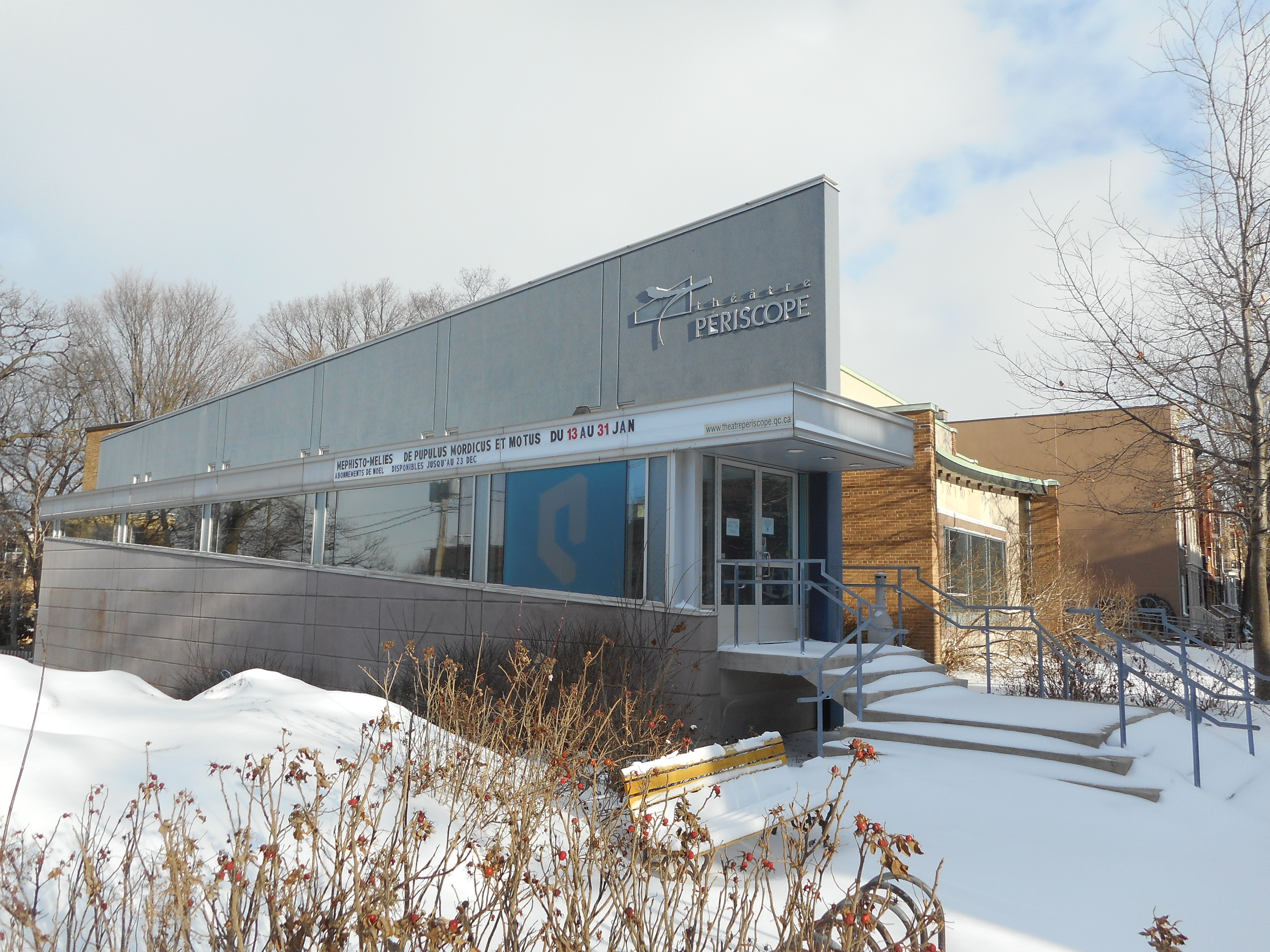
Théâtre Périscope
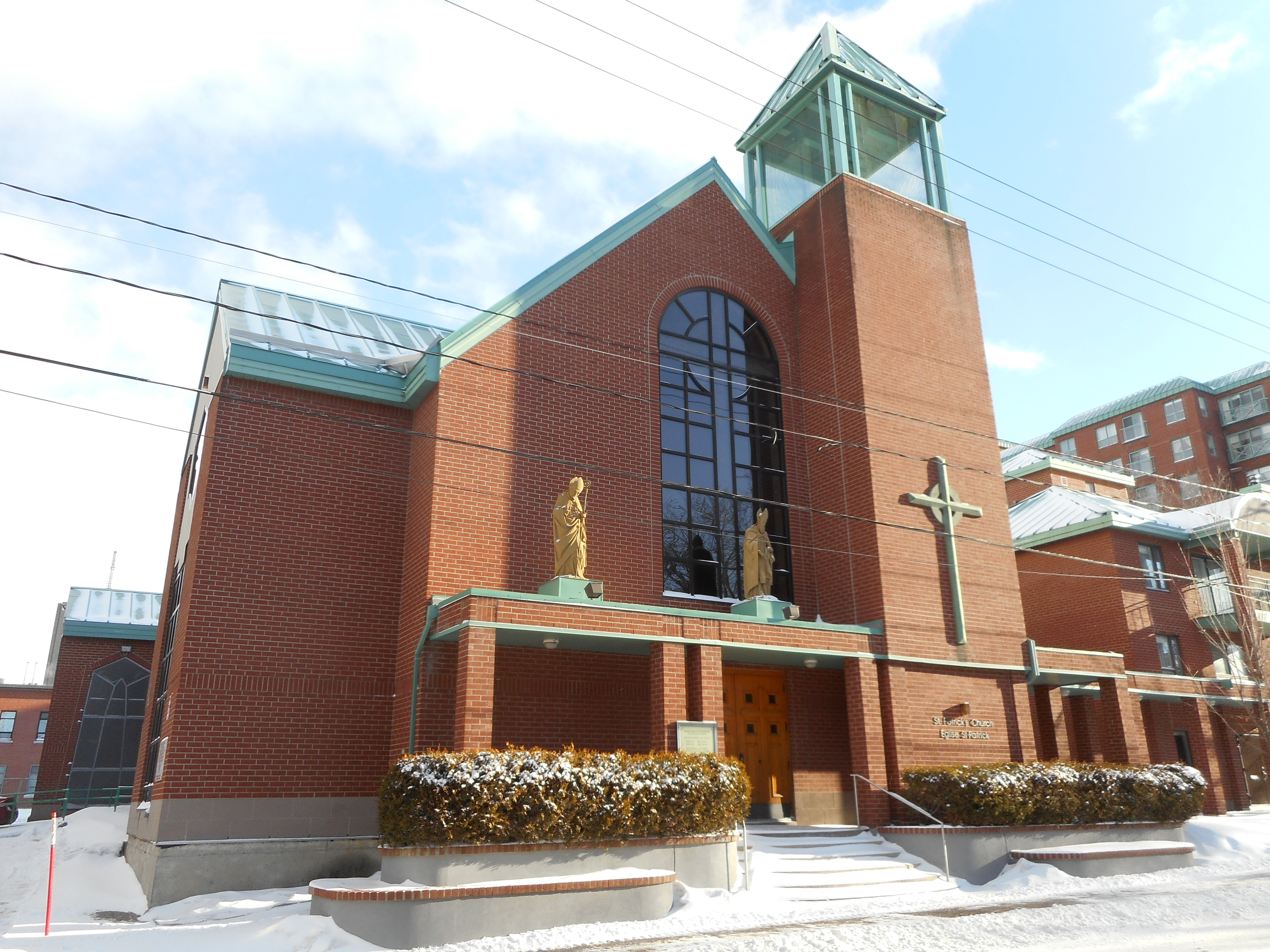
Église Saint-Patrick de Québec